# Харалуг
Харалуг (укр. Харалуг) — село в Корецкой городской общине Ровненского района Ровненской области Украины.
До 2020 года входило в Корецкий район.
Население по переписи 2001 года составляло 424 человека. Почтовый индекс — 34723. Телефонный код — 3651.

## Интересные факты
О деревне Харалуг упоминает Владимир Короленко в своей автобиографии «История моего современника», где она выведена под названием «Гарный Луг». До крестьянской реформы 1861 года деревня принадлежала дяде писателя капитану Казимиру Туцевичу. В воспоминаниях показаны непростые отношения между крестьянами и выродившимся «панством».